# Eddy Hoost
Edmund Alexander "Eddy" Hoost (21 de octubre de 1934 - 8 de diciembre de 1982) fue un político y abogado surinamés. Fue una de las víctimas de los Asesinatos de Diciembre.

## Biografía
Hoost estudió en la Escuela de Derecho de Surinam con Hugo Pos, al igual que con Harold Riedewald, con quien se hizo amigo. En 1970, fue cofundador del sindicato Centrale-47 (C-47), una contraparte de la Unión Madre afiliada al Partido Nacional de Surinam. En 1973, Hoost fue nombrado ministro de Justicia y Policía en el primer gabinete de Henck Arron, en representación del Partido Republicano Nacionalista (PNR). Creó un comité para evaluar el levantamiento de la incompetencia de las mujeres casadas en Surinam.
El PNR estaba a favor de una independencia rápida de Surinam, lo cual se concretó en 1975. En el período previo a esta independencia, Hoost participó en las negociaciones con los Países Bajos sobre la transición a la independencia, especialmente en el campo militar. Con la independencia el 25 de noviembre de 1975, Hoost fue nombrado ministro de Defensa.
Después de las elecciones de 1977, el PNR no regresó al parlamento, después de lo cual Hoost regresó a su profesión de abogado.
En 1980, un golpe militar conocido como El golpe de los sargentos tuvo lugar en Surinam bajo el liderazgo de Dési Bouterse. El 11 de marzo de 1982 tuvo lugar un contragolpe liderado por los oficiales Surendre Rambocus, Jiwansingh Sheombar y Wilfred Hawker. Cuando fracasó el contragolpe, Hawker fue asesinado a tiros, mientras que Rambocus y otras personas involucradas fueron arrestados. Como abogado, Hoost, junto con John Baboeram y Harold Riedewald, formó parte de la defensa de Rambocus cuando el militar tuvo que comparecer ante el consejo de guerra. El 3 de diciembre, el consejo de guerra sentenció a Rambus a 12 años de prisión con trabajos forzados.
En la madrugada del 8 de diciembre, Hoost, Baboeram, Riedewald y otros once opositores al régimen de Bouterse fueron arrestados y encarcelados en el Fuerte Zeelandia, mientras que Rambocus y Jiwansingh Sheombar fueron trasladados del cuartel Memre Boekoe a Fort Zeelandia. De estas dieciséis personas, quince de ellas, incluyendo a Hoost, fueron asesinadas a tiros. Según la versión oficial, fueron arrestados porque se sospechaba que planeaban un golpe de Estado que se realizaría ese mismo año. Estos sucesos reciben el nombre de Asesinatos de Diciembre. Hoost está enterrado en el cementerio Mariusrust.